# Kubáňovo
Kubáňovo (bis 1948 slowakisch „Setich“; ungarisch Szete) ist eine Gemeinde im Westen der Slowakei mit 251 Einwohnern (Stand 31. Dezember 2024), die zum Okres Levice, einem Teil des Nitriansky kraj, gehört.

## Geographie
Die Gemeinde befindet sich im Osten des slowakischen Donautieflands am östlichen Rand des Hügellands Ipeľská pahorkatina, am rechten Ufer des Ipeľ, unterhalb der Mündung seines rechtsseitigen Zuflusses Búr, unweit der Staatsgrenze zu Ungarn. Das Ortszentrum liegt auf einer Höhe von 127 m n.m. und ist 15 Kilometer von Šahy sowie 29 Kilometer von Levice entfernt.
Nachbargemeinden sind Sazdice im Norden und Nordosten, Vyškovce nad Ipľom im Osten, Ipeľský Sokolec im Süden und Lontov im Südwesten und Westen.

## Geschichte

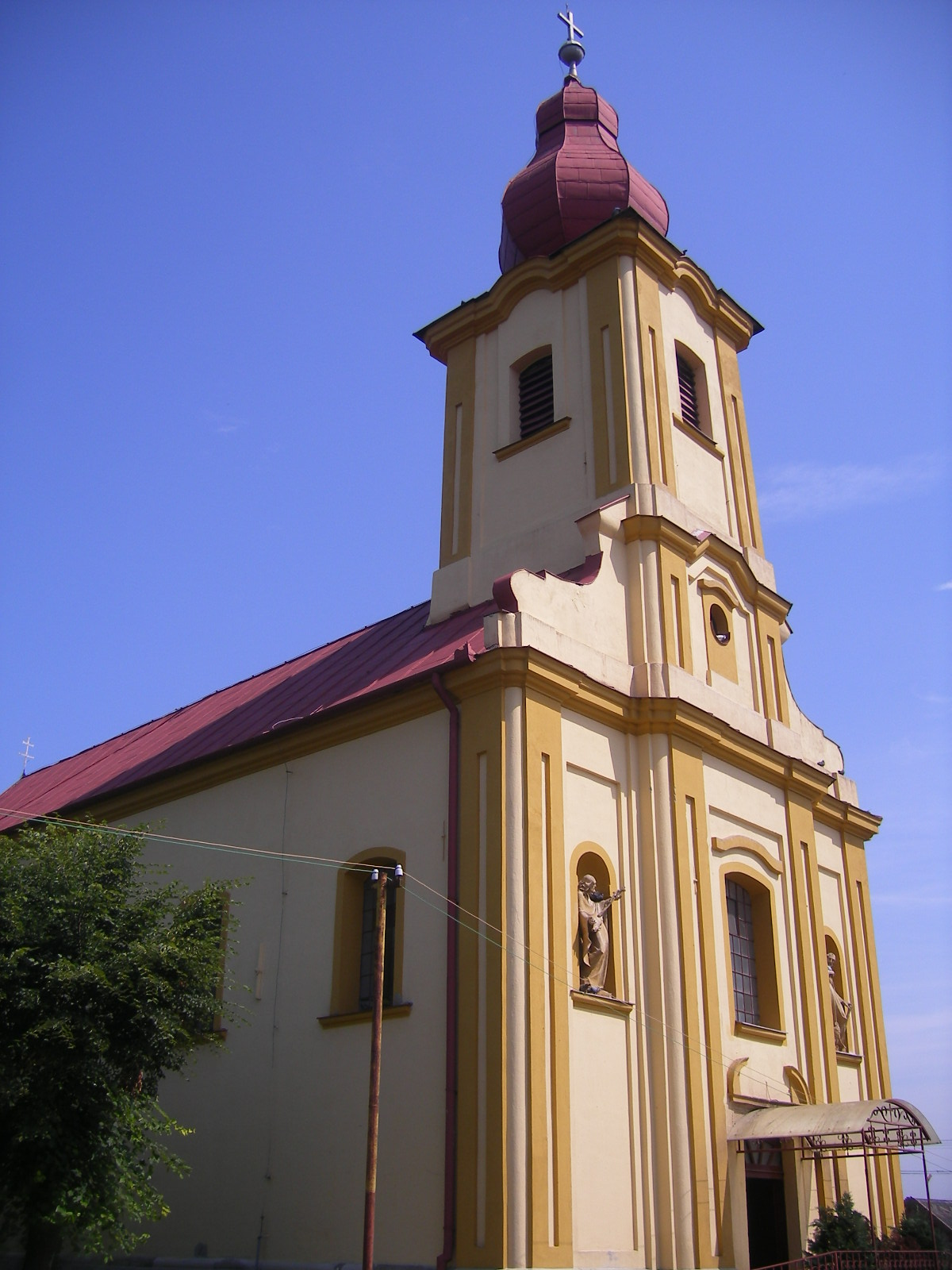
Kirche in Kubáňovo

Kubáňovo wurde zum ersten Mal 1236 als Zetheh schriftlich erwähnt und war Besitz des comes Kazimír und des Geschlechts Hont-Pázmány, später wurde der Ort zum Gut des Erzbistums Gran. 1571 gab es 30 Haushalte, 1715 wurden eine Mühle und 29 Haushalte verzeichnet, 1828 zählte man 111 Häuser und 669 Einwohner, die als Landwirte und Winzer beschäftigt waren.
Bis 1918 gehörte der im Komitat Hont liegende Ort zum Königreich Ungarn und kam danach zur Tschechoslowakei beziehungsweise heute Slowakei. Auf Grund des Ersten Wiener Schiedsspruchs lag er von 1938 bis 1945 noch einmal in Ungarn.

## Bevölkerung
| Jahr                | 1994 | 2004     | 2014    | 2024     |
| ------------------- | ---- | -------- | ------- | -------- |
| Anzahl der Personen | 336  | 296      | 286     | 251      |
| Unterschied         |      | −11,90 % | −3,37 % | −12,23 % |

| Jahr                | 2023 | 2024    |
| ------------------- | ---- | ------- |
| Anzahl der Personen | 261  | 251     |
| Unterschied         |      | −3,83 % |

Nach der Volkszählung 2011 wohnten in Kubáňovo 295 Einwohner, davon 205 Magyaren, 73 Slowaken, drei Roma sowie jeweils ein Jude und Tscheche. 12 Einwohner machten keine Angabe zur Ethnie.
242 Einwohner bekannten sich zur römisch-katholischen Kirche, zwei Einwohner zur Evangelischen Kirche A. B. sowie jeweils ein Einwohner zur reformierten Kirche und zur jüdischen Gemeinde. 22 Einwohner waren konfessionslos und bei 27 Einwohnern wurde die Konfession nicht ermittelt.

## Bauwerke
- römisch-katholische Ladislauskirche im Barockstil aus dem Jahr 1737, 1910 und 1940 erneuert[6]